# Carl Gustaf Armfeldt
Carl Gustaf Armfeldt den äldre, född 9 november 1666 i Ingermanland, död 24 oktober 1736 på Liljendal gård i landskapet Nyland, var en svensk friherre och general.

## Biografi
Armfeldt var son till överstelöjtnanten Gustaf Armfeldt och Anna Elisabeth Brakel. Vid 16 års ålder var han korpral vid Nyland-Tavastehus kavaleri. Under tolv års skolning i fransk militärtjänst avancerade Armfeldt till kapten i den franska armén. Hemkommen till det stora nordiska kriget utnämndes han 1701 till generaladjutant vid den finska armékåren. Han stannade under större delen av kriget vid den finska armén och utnämndes den 6 augusti 1713 i Tavastehus till dess befälhavare. Efter slaget vid Pälkäne den 6 oktober 1713 retirerade Armfeldt med sin här till Österbottens län. Han ledde ungefär ett år senare de svenska trupperna vid nederlaget i slaget vid Storkyro 1714.
Armfeldt utnämndes till generallöjtnant 1717. Efter kung Karl XII:s hemkomst från Turkiet planerade denne för ännu ett krig. Norge skulle erövras, och detta skulle ske med två anfall. Först skulle Trondheim erövras av en styrka från Jämtland. Det egentliga syftet var emellertid att underlätta för det anfall mot Østfold fylke och Kristiania som Karl XII själv skulle leda. Kungen valde Armfeldt till befälhavare för anfallet i norr. Karl XII räknade med att Armfeldts anfall skulle locka huvuddelen av alla norska förband norrut, och därmed underlätta för det svenska huvudanfallet längre söderut.
Men marschen in i Norge, som inleddes sent i augusti, var besvärlig och tungt artilleri medtogs inte. Sex veckor försenad såg Armfeldt att Trondheims fortifikationer var betydligt bättre än vad han väntat sig. Armfeldt ville då återvända till Jämtland, vilket Karl XII inte tillät. Situationen var redan på hösten 1717 hopplös och soldaterna svalt och drabbades av sjukdomar. Karolinerna var dessutom iklädda sommarklädsel. Omkring jul kom så beskedet att kungen stupat vid Fredrikshald redan den 30 november. Armfeldt kunde nu återvända, men under det som kom att kallas karolinernas dödsmarsch över gränsfjällen omkom 4 273 soldater i en flera dagar lång snöstorm. Detta är historiens högsta dödstal för svenskar i Norge. 600 av de omkomna har senare påträffats i en grav i Handöl. Armfeldt själv överlevde och kom fram till Duved skans.
Misslyckandet med det norska fälttåget till trots så upphöjdes Armfeldt för sina insatser till friherre 1731. Han blev general av infanteriet 1735. Armfeldt var bosatt i två omgångar på Liljendal gård (idag en del av Liljendal kommun) i östra rikshalvan av Sverige (Finland); första gången mellan 1711 och 1712 och andra gången från 1721 fram till sin död 1736.
Armfeldt gifte sig år 1700 med Lovisa Aminoff. Han är begravd i Pernå kyrka.